# Clupea

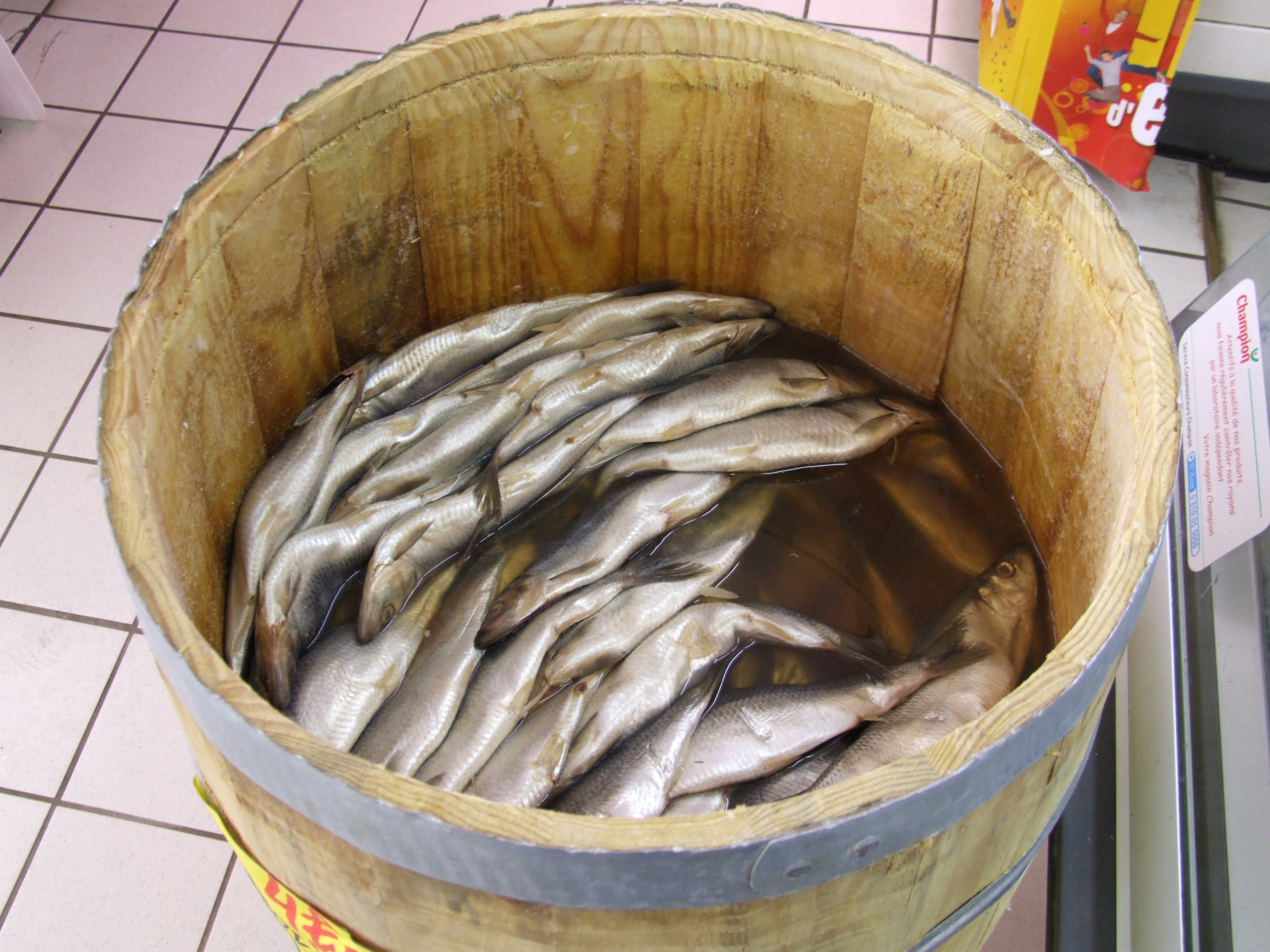
Clupea harengus

Los arenques (Clupea) son un género que abarca unas quince especies de peces teleósteos, de color azul, eurihalinos y nativos de las aguas templadas y poco profundas del océano Atlántico y el mar Báltico. Forman grandes cardúmenes.
El arenque adulto vive en alta mar donde, por la noche, asciende hasta la superficie para alimentarse de plancton. Tiene dientes pequeños, pero sus branquias funcionan como un tamiz y le permiten capturar pequeños animales filtrando el agua que va tragando al nadar.
La hembra pone más de cuarenta y un mil huevos al año y los va esparciendo en el agua: se depositan en el lecho marino y muchos son engullidos por peces y otros predadores; de los que logran sobrevivir nacen pequeñas crías que alcanzan la superficie atraídas por la luz.
En el norte de Europa, su pesca se lleva a cabo desde épocas prehistóricas y, en los últimos años del siglo XX, las capturas alcanzaron tal magnitud que su número mermó considerablemente.
Llegan a medir hasta 45 cm de largo y su hábitat es el norte del Océano Atlántico.

## Arenque en conserva

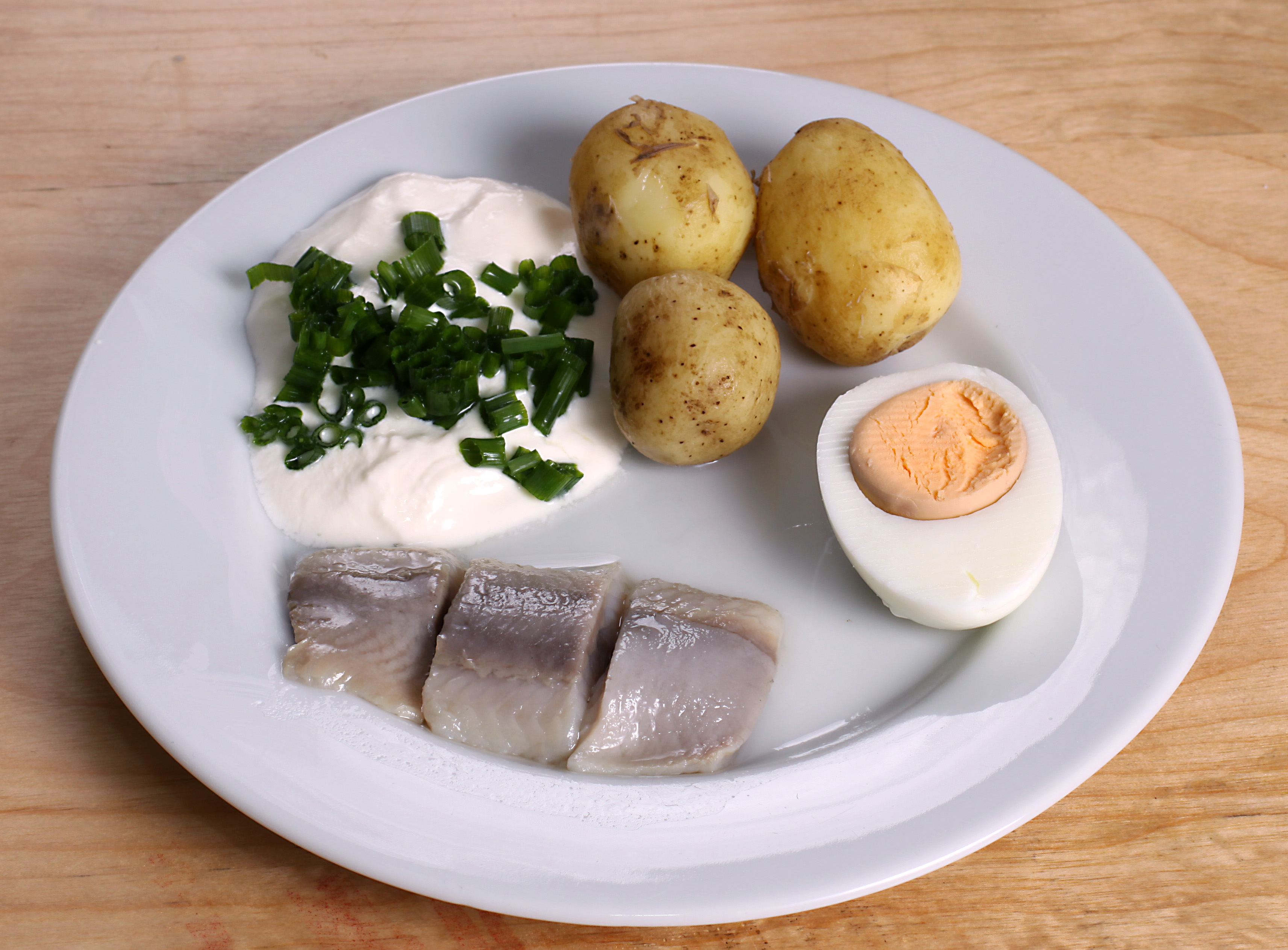
Encurtido de arenque, crema agria y cebollines picados, patatas y medio huevo servido durante el verano.

El arenque en conserva es considerado una exquisitez en el norte de Europa, y se ha convertido en un plato reconocido de la gastronomía del Báltico, nórdica, neerlandesa, alemana (Bismarckhering), polaca, rusa y judía. La mayoría del curado del arenque se realiza mediante un proceso de dos etapas. Inicialmente el arenque es curado con sal para extraerle el agua. En la segunda etapa se desala y se le agregan condimentos, típicamente vinagre, sal, azúcar, y una solución de azúcar que contiene ingredientes tales como pimienta en grano, hojas de laurel y cebollas crudas. En épocas recientes se le han comenzado a agregar otros sabores a causa de influencias extranjeras. Sin embargo, la tradición es muy fuerte en Dinamarca, Suecia, Finlandia, Noruega, Holanda, Islandia, Rusia y Alemania. Cebolla, cereza, mostaza y eneldo son algunos de los condimentos tradicionales.
En los países nórdicos y en Alemania, una vez que se completa el proceso de preparación y dependiendo de cual de la docena de sabores tradicionales de arenque se ha utilizado (mostaza, cebolla, ajo, arándanos rojos, etc.), se come acompañado de pan oscuro de centeno, pan crujiente, crema agria, o patatas. A menudo es incorporado en un Fischbrötchen.
Durante el siglo XIX, los berlineses desarrollaron un bocadillo especial denominado rollmops, filetes de arenque preparados en conserva enrollados alrededor de un trozo de pepinillo en vinagre o una cebolla.
El arenque en conserva es común también en la gastronomía rusa, donde se sirve en trozos acompañados con aceite de girasol y cebollas, o como ingrediente de una ensalada de arenque, la cual se prepara con verduras y se adereza con mayonesa.
La conserva de arenque es común en la cocina judía asquenazí, en particular por la ensalada forshmak.
El arenque en conserva también se encuentra en la cocina de Hokkaidō en Japón, donde las familias tradicionalmente almacenan grandes cantidades para consumir durante el invierno.

## Especies

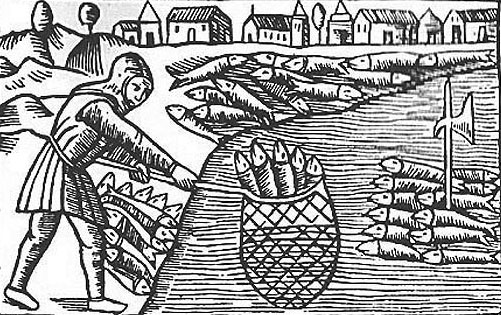
Pesca del arenque en Escania, xilografía del (1555).

Ha existido controversia sobre la sistemática de este género, con cambios en los últimos años de varias especies que han pasado a otros géneros y de divisiones en subespecies de las que quedan:
Según FishBase las especies válidas de arenque son:
- Clupea bentincki Norman, 1936 - Sardina araucana
- Clupea harengus Linnaeus, 1758 - Arenque del Atlántico
- Clupea manulensis Marion de Procé, 1822 - Arenque de Filipinas
- Clupea pallasii Valenciennes, 1847, con las subespecies:
  - Clupea pallasii marisalbi Berg, 1923 - Arenque del Ártico
  - Clupea pallasii pallasii Valenciennes, 1847 - Arenque del Pacífico
  - Clupea pallasii suworowi Rabinerson, 1927 - Arenque chosa

Según ITIS las 3 especies válidas de arenque son:
- Clupea bentincki (Norman, 1936) - Arenque chileno
- Clupea harengus (Linnaeus, 1758)
- Clupea pallasii (Valenciennes, 1847) - Arenque del Pacífico.